# آن‌ها پنج نفر بودند
آن‌ها پنج نفر بودند (انگلیسی: They Were Five) فیلمی در ژانر درام به کارگردانی ژولین دوویویه است که در سال ۱۹۳۶ منتشر شد. از بازیگران آن می‌توان به ژان گابن، شارل وانل و ویوین رومنس اشاره کرد.

## خلاصه فیلم
داستان در مورد ۵ کارگر بیکار و بی‌پول است که برنده‌ی ۱۰۰ هزار فرانک در قرعه‌کشی بانک می‌شوند. آن‌ها به جای تقسیم پول، تصمیم می‌گیرند یک کافه راه‌اندازی کنند اما مشکلات آرام آرام به سراغ آن‌ها می‌آیند...